# SARS 관련 코로나바이러스
SARS 관련 코로나바이러스(영어: Severe acute respiratory syndrome–related coronavirus, SARSr-CoV, SARS-CoV)는 인간과 박쥐를 비롯한 포유류에 감염시키는 코로나바이러스의 한 종류이다. 두 바이러스가 인간에게 질병을 일으키는 것으로 잘 알려져있다. SARS-CoV는 2002년부터 2004년에 걸쳐 중증급성호흡기증후군 (SARS)의 발발 원인이 되었으며, SARS-CoV-2는 2019년 말부터 COVID-19의 대유행을 일으켰다.